# Doodnauth Singh
Doodnauth Singh, né le 16 juin 1933 et mort le 21 août 2013 à Georgetown, est une personnalité politique du Guyana.

## Biographie

### Vie de famille
Doodnauth Singh est le père de Gina Miller,,. Il est marié à Aisha Singh.

### Carrière
Singh admis au barreau en 1959, il exerce la profession d'avocat pendant plus de 50 ans. Il sert au bureau du procureur général, puis en tant que conseiller principal de la police et entre dans la pratique privée peu après 1968. Il devient l'un des principaux avocats pénalistes du Guyana.
La pratique de Singh s'étend aux Caraïbes, représentant des personnes dans de nombreux pays, notamment en 1990 en tant qu'avocate de la défense d'Anisa Abu Bakr, épouse de Yasin Abu Bakr, dans le cadre du coup d'État manqué à Trinité-et-Tobago. Il fait également partie de l'équipe juridique qui comparait dans le procès pour le meurtre de l'ancien Premier ministre grenadin, Maurice Bishop. En outre, il est procureur sous la gouvernance d'Eugenia Charles en Dominique.
En 1997, il est président de la commission électorale lors de l'élection présidentielle et des élections régionales,.
Il est procureur général du Guyana entre 2001 et 2009.

### Décès
Il meurt au Balwant Singh Hospital de Geogetown.